# NGC 2977
NGC 2977 (również PGC 27845 lub UGC 5175) – galaktyka spiralna (Sb), znajdująca się w gwiazdozbiorze Smoka. Odkrył ją William Herschel 2 kwietnia 1801 roku.